# Tai-yü (cràter)
Tai-yü és un cràter de l'asteroide del tipus Amor (433) Eros, situat amb el sistema de coordenades planetocèntriques a -47 ° de latitud nord i 126.1 ° de longitud est. Fa un diàmetre de 1.4 km. El nom va ser fet oficial per la UAI l'any 2003 i fa referència a Tai-yü, amant de Pao-yü de la novel·la xinesa El somni del pavelló vermell, de Cao Xueqin (la Xina, 1929).